# Háups
Háups är ett berg i republiken Island. Det ligger i regionen Austurland, 300 km öster om huvudstaden Reykjavík. Toppen på Háups är 667 meter över havet.
Trakten runt Háups är nära nog obefolkad, med mindre än två invånare per kvadratkilometer. Det finns inga samhällen i närheten. Trakten runt Háups består i huvudsak av gräsmarker.